# Sidi Hosni
Sidi Hosni (em árabe: سيدي الحسني), anteriormente Waldeck-Rousseau, é uma comuna localizada na província de Tiaret, Argélia. Sua população estimada em 2008 era de 8 325 habitantes.